# Jin Chae-seon
Jin Chae-seon (진채선?, 陳彩仙?, Jin Chae-seonLR, Chin Ch'aesŏnMR; Gochang, 1842 o 1847 – ...) è stata una cantante coreana.
È considerata la prima donna ad essersi esibita nel pansori, in un'epoca in cui solo agli uomini era permesso salire su un palco, contribuendo alla comparsa di molte altre artiste femminili, sebbene nel XIX secolo anche una kisaeng cantasse opere pansori.

## Storia
Jin Chae-seon nasce in un villaggio di pescatori nella moderna contea di Gochang, provincia del Jeolla settentrionale, durante gli anni 1840, figlia di una sciamana e di un intrattenitore locale. Vocalmente dotata sin da bambina, comincia a cantare influenzata dal padre, e a diciassette anni partecipa a una competizione canora durante il festival Daesaseup di Jeonju, dove viene scoperta dal promotore musicale Shin Jae-hyo, che la ammette alla sua scuola per imparare il pansori, nonostante lo stigma sociale dell'epoca che ne permetteva l'esecuzione soltanto agli uomini. Jin diventa quindi discepola di uno dei cantanti più rinomati del tempo, Kim Se-jong.
Grazie alla voce ricca e potente che le permette di spiccare tra gli allievi dell'accademia, a ventidue anni Shin la manda a corte, travestita da uomo, ad esibirsi durante una cena per festeggiare il completamento della ricostruzione del palazzo reale. Lì attira l'attenzione di Heungseon Daewongun, principe reggente e padre dell'imperatore Gojong di Corea, che la trattiene a palazzo come cantante di corte e, secondo altre fonti, anche come propria concubina.
Devastato dalla perdita della sua studentessa, per la quale nutre sentimenti romantici, Shin le dedica un pansori, La canzone dei boccioli di pesco e di pruno (도리화가?, DorihwagaLR), esprimendo la nostalgia e il dolore per la loro separazione, e si ammala. Jin riesce ad essere presente al suo capezzale quando muore nel 1884: secondo alcune fonti, sarebbe fuggita da palazzo dopo la caduta di Heungseon Daewongun, mentre secondo altre il reggente le avrebbe permesso di andarsene. Dopo aver pianto il suo maestro per tre anni, Jin scompare nel nulla. Stando ad alcune voci mai confermate, si sarebbe fatta monaca in un piccolo tempio buddista a Gimje, morendo in solitudine.

## Rappresentazioni nei media
Jin è stata interpretata da Suzy nella pellicola del 2015 Dorihwaga.